# 乌耳岛站
烏耳島站（：／ Oido yeok */?）是首都圈电铁4号线與首都圈電鐵水仁·盆唐線共線區間沿線的一座地面車站，同時也是首都圈电铁4号线的終點車站，位於韓國京畿道始興市正往洞。本站與烏耳島距離約5公里左右，可自1號出口搭乘30-2號或11-C號（僅週末運行）市內巴士前往。

## 車站結構
兩線共用2面4線雙島式月台的地面車站，其中4號線使用1、4號月台，水仁線則使用2、3號月台；候車月台皆設有月台幕門。
原本可進行跨月台轉乘，但4號線列車時刻表變動與追加列車，因此於2016年9月1日起全面廢除跨月台轉乘。

### 月台配置
| ↑ 正往（4號線，水仁·盆唐線）              |
| ４３ \| ２１ \|                           |
| 達月（水仁·盆唐線） ↓／ 起終點站（4號線） |

| 月台 | 路線                   | 目的地                                   |
| ---- | ---------------------- | ---------------------------------------- |
| 1    | ●首都圈电铁4号线       | 本站終着                                 |
| 2    | ●首都圈電鐵水仁·盆唐線 | 月串、蘇萊浦口、仁川論峴、延壽、仁川方向 |
| 3    | ●首都圈電鐵水仁·盆唐線 | 水原、器興、二梅、道谷、宣陵、往十里方向 |
| 4    | ●首都圈电铁4号线       | 舍堂、首爾站、榛接方向                   |

## 歷史
- 2000年7月28日：落成啟用。
- 2012年6月30日：水仁線站體開通。
- 2020年9月12日：首都圈電鐵水仁·盆唐線開通，並與首都圈电铁4号线共線，本站亦不再作為終點站使用。

## 車站周邊
- 北廣場
- 始兴车辆基地
- 咸絃高校
- 咸絃中學
- 咸絃初等學校
- 嶺東高速公路·第三京仁高速道路（朝鲜语：제3경인고속화도로）月串匝道口
- 第三京仁高速公路正往交流道

## 圖片

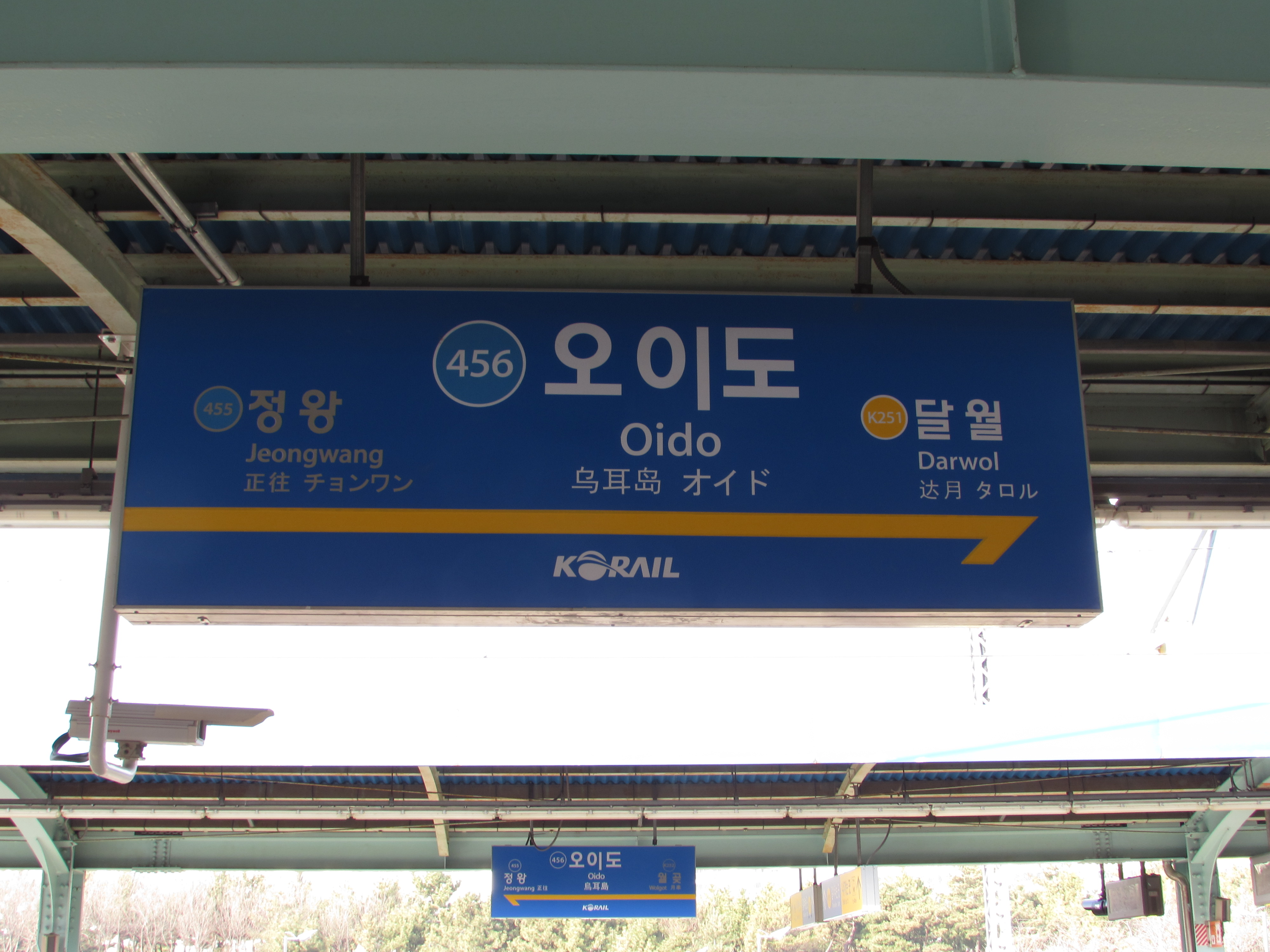
站名牌
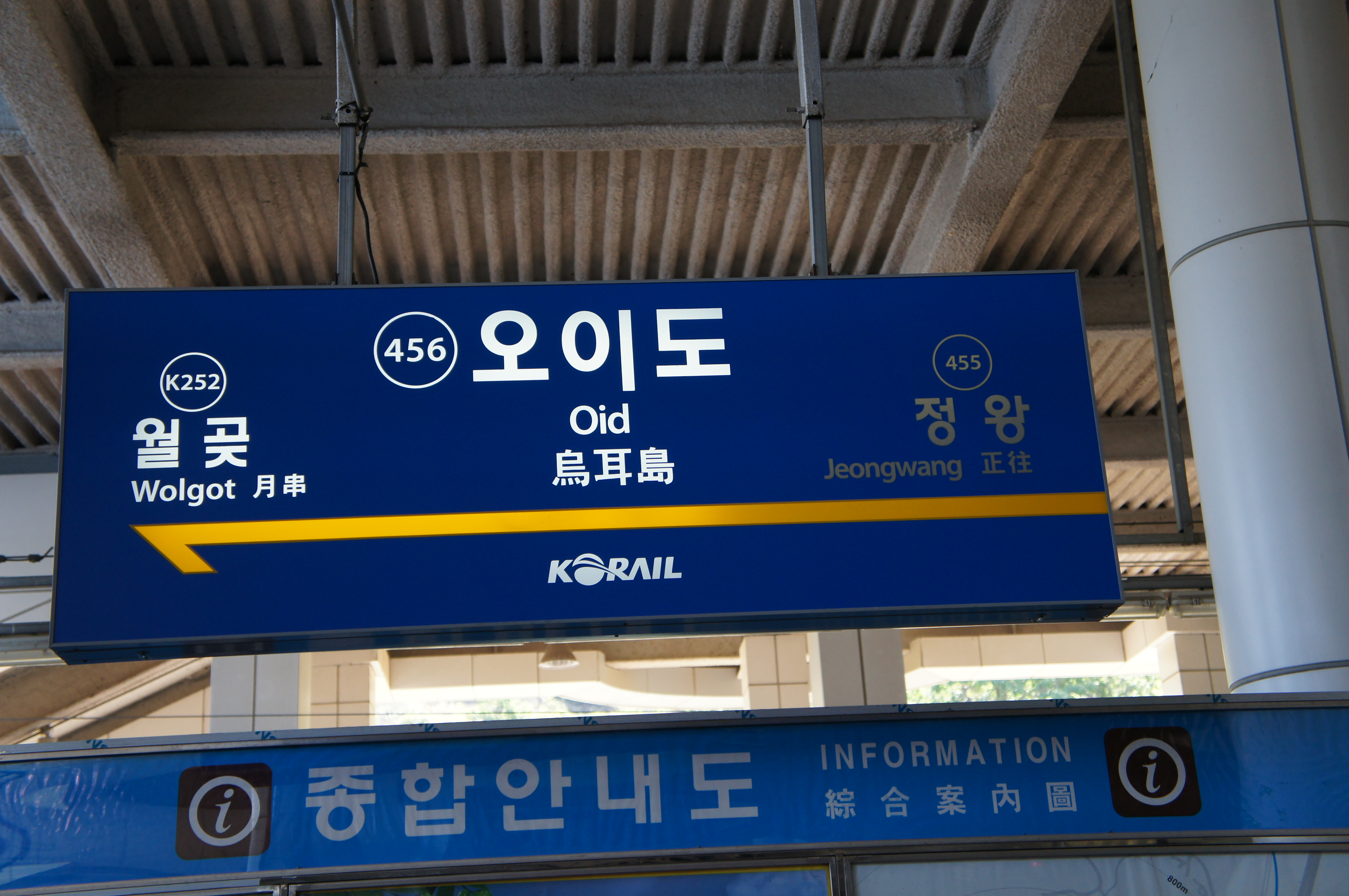
4號線站名牌
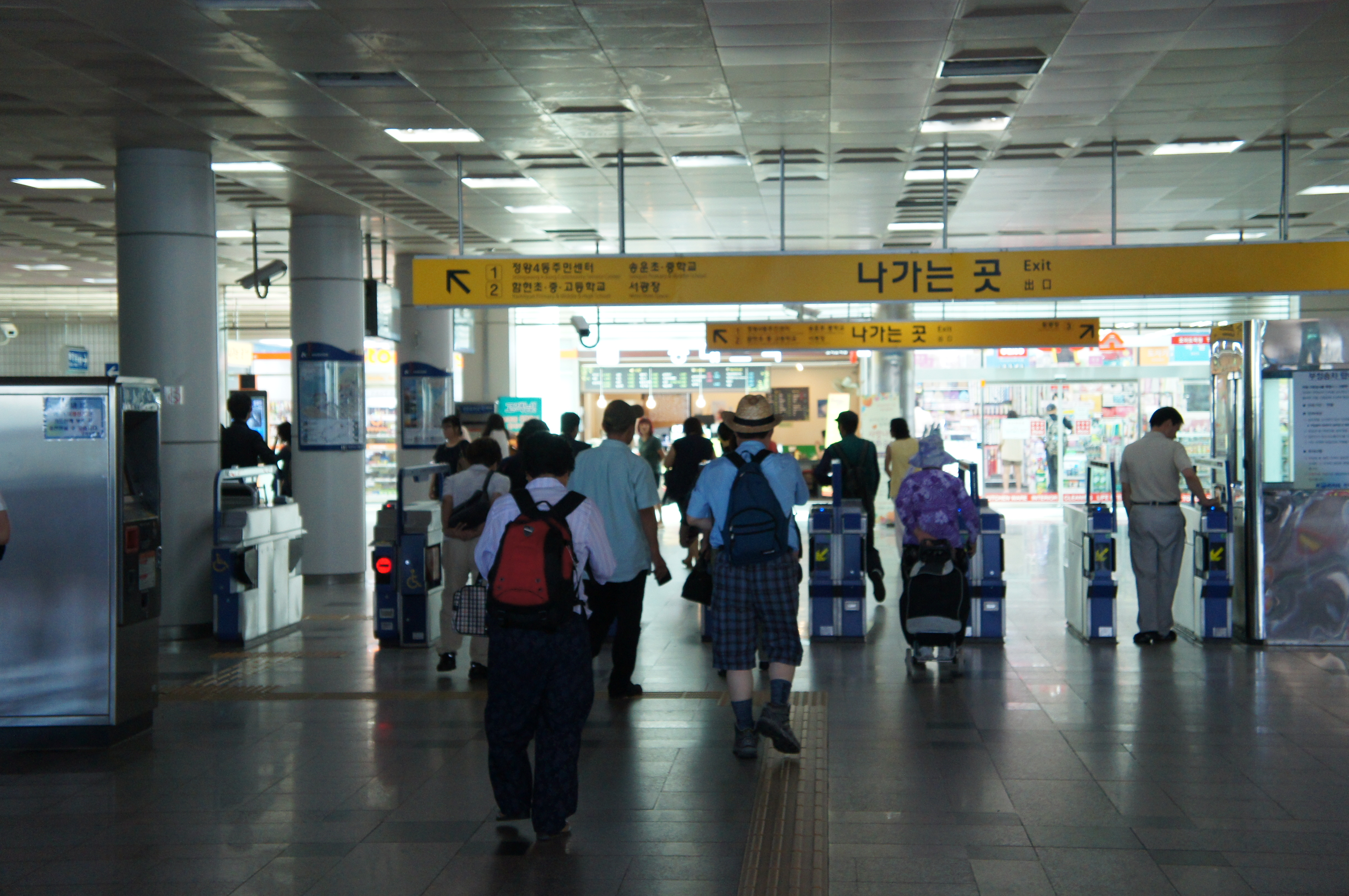
剪票閘口
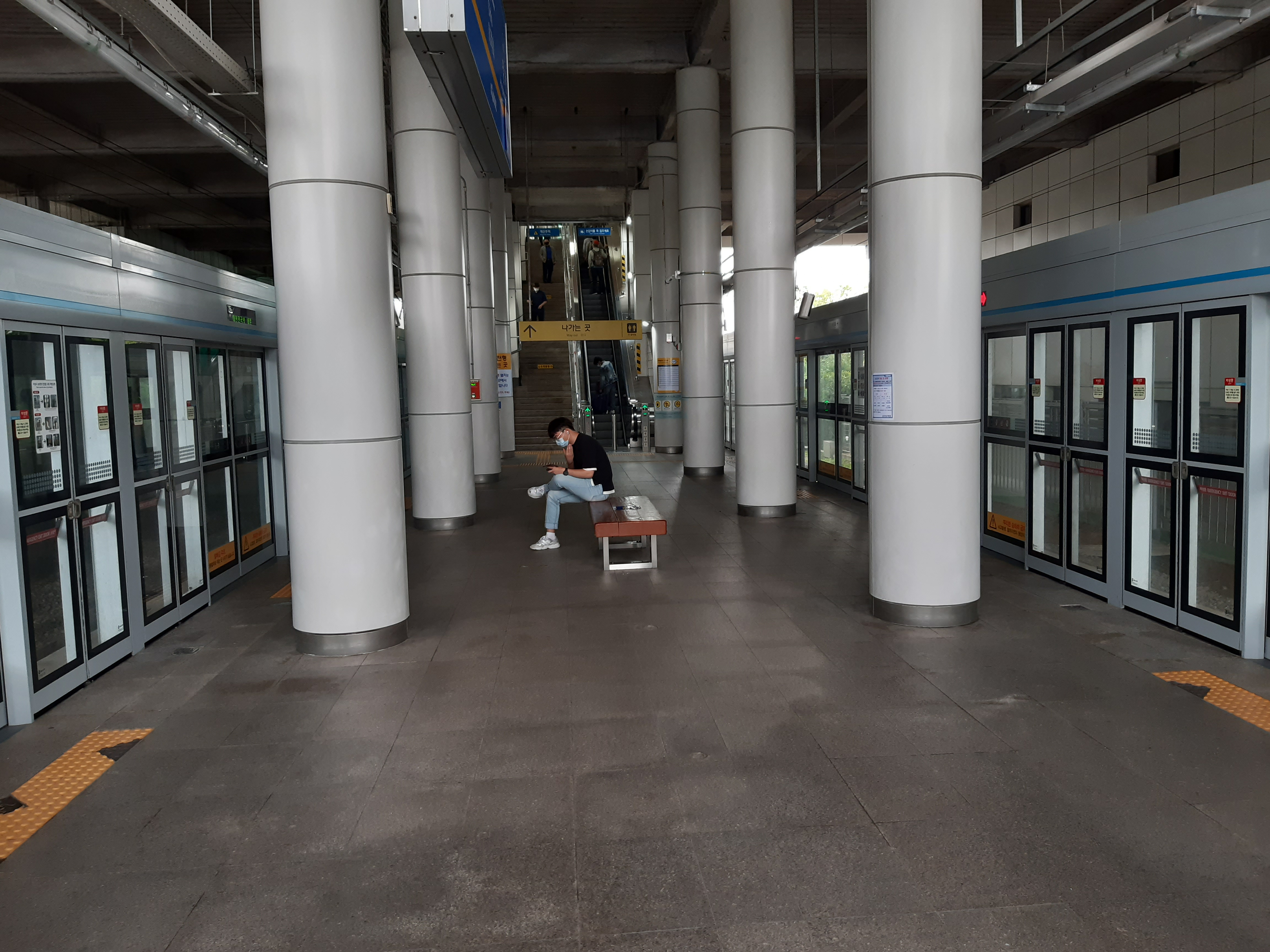
4號線候車月台
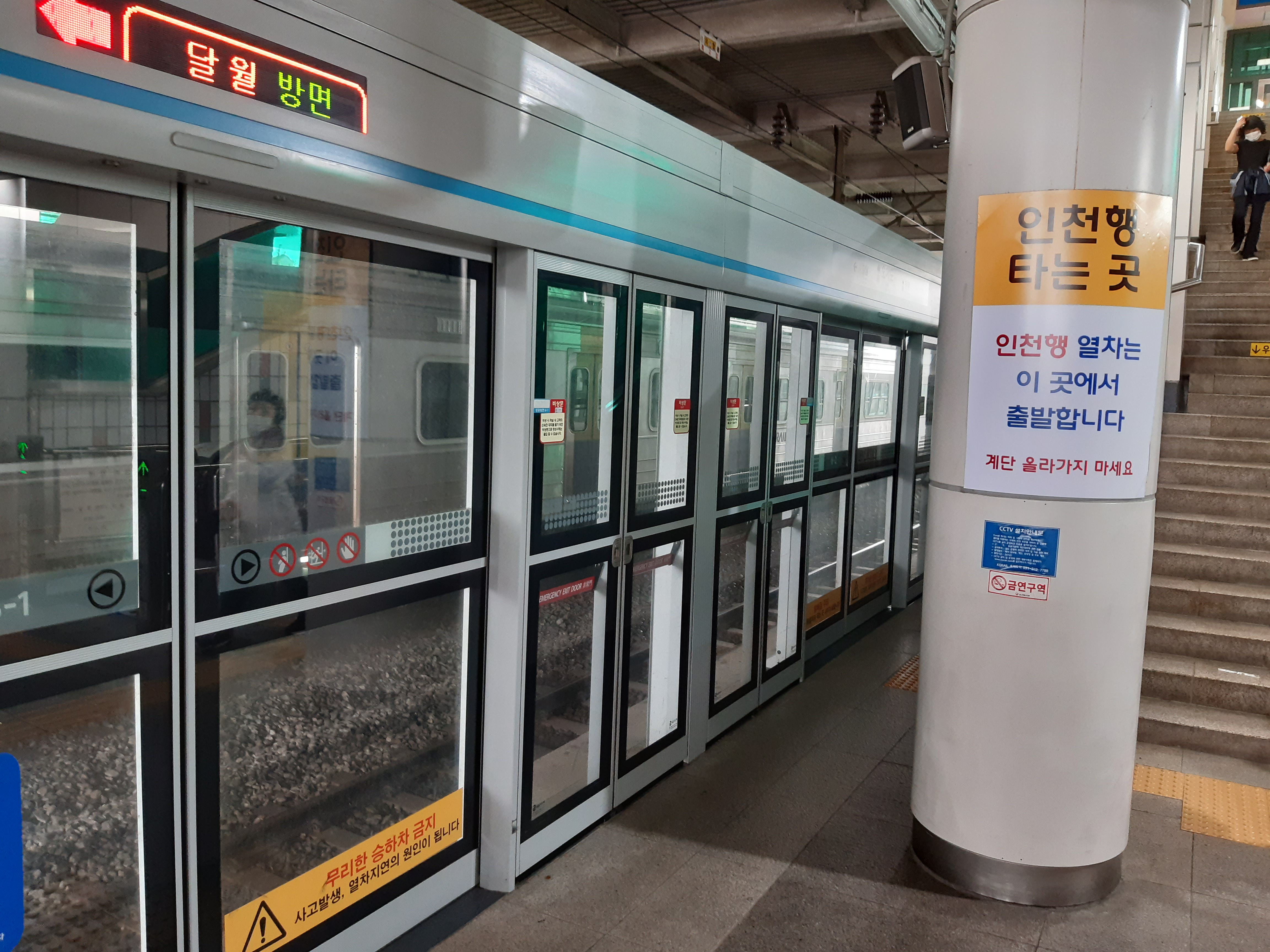
4號線月台門
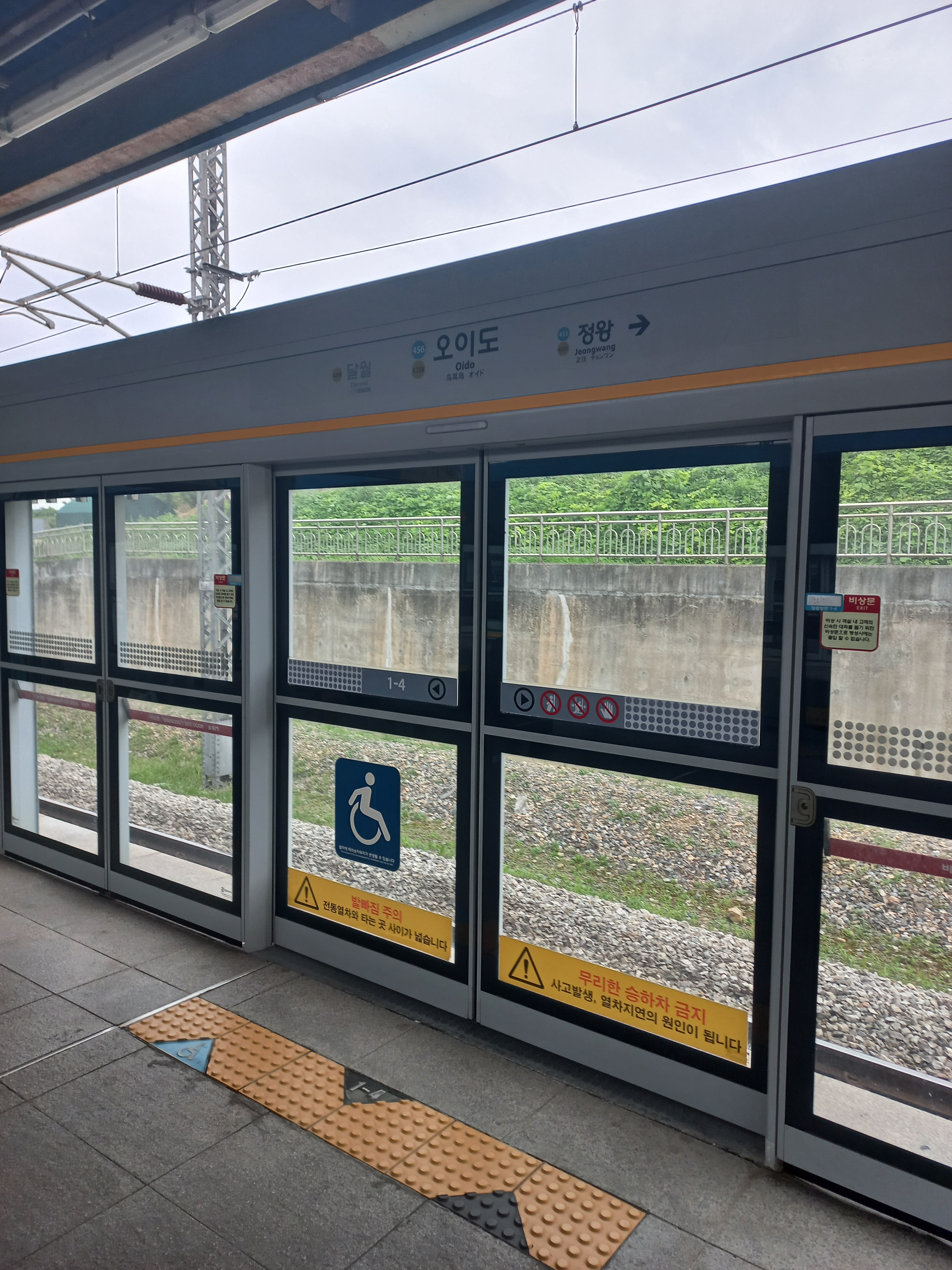
水仁線月台門

## 相鄰車站
韓國鐵道公社
●首都圈电铁4号线
急行、緩行
正往（455）－烏耳島（456）
●首都圈電鐵水仁·盆唐線
水仁急行
烏耳島（K258）－蘇萊浦口（K261）
緩行
正往（K257）－烏耳島（K258）－達月（K259）